# Goniurosaurus yamashinae
Goniurosaurus yamashinae — вид геконоподібних ящірок родини еублефарових (Eublepharidae). Ендемік Японії.

## Поширення і екологія
Goniurosaurus yamashinae є ендеміками острова Кумедзіма в архіпелазі Рюкю. Вони живуть у вічнозелених широколистяних субтропічних лісах. Живляться дрібними безхребетними, яких шукають на поверхні землі. Відкладають яйця.

## Збереження
МСОП класифікує цей вид на межі зникнення. Goniurosaurus yamashinae загрожує знищення природного середовища.